# Miễu Bà Chúa Xứ Bàu Mướp
Miễu Bà Chúa Xứ Bàu Mướp  tọa lạc tại phường Nhà Bàng, thuộc thị xã Tịnh Biên, tỉnh An Giang, Việt Nam.

## Giới thiệu
Ngôi miễu do Phật Thầy Tây An (Đoàn Minh Huyên, 1807 - 1856) và các tín đồ dựng lên giữa thế kỷ 19 , để cho người dân đi khai hoang có nơi thờ cúng, thỏa mãn nhu cầu tính ngưỡng tâm linh. 

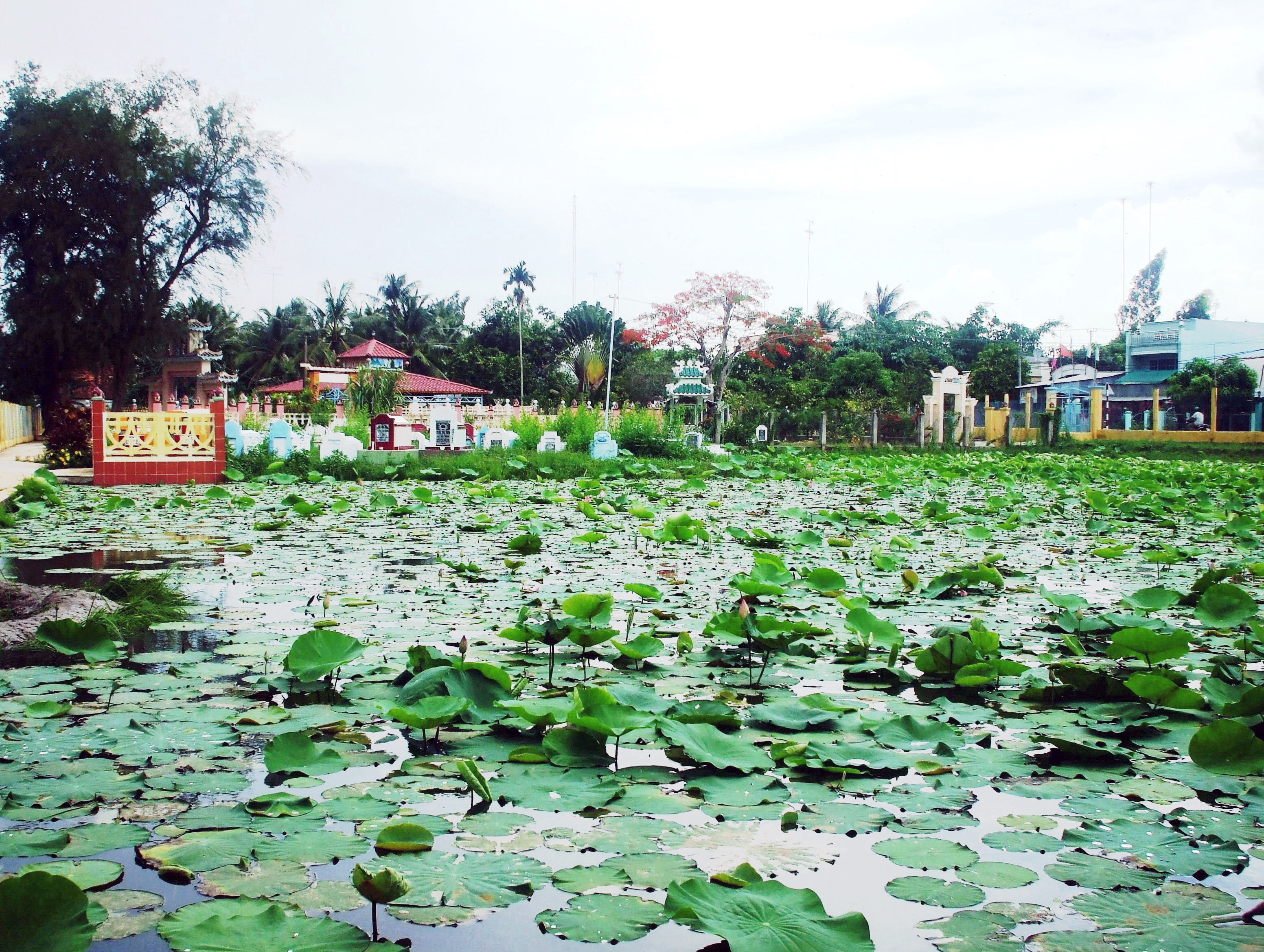
Sen được trồng đầy trên mặt bàu vào năm 2008

Phía trước ngôi miễu có một bàu lớn. Đây là một loại đầm nhỏ (hay ao lớn) chứa nước ngọt thiên nhiên. Nhiều người cho rằng vì mặt bàu có nhiều dây mướp rừng chằng chịt, nên gọi là "bàu Mướp". Tuy nhiên, có một ý kiến khác cho rằng chữ "mướp" ở đây không phải là dây mướp mà là loại cây mốp, một loại cây có cộng rễ cứng, ruột mềm chứa nhiều nước, và có thể uống được .

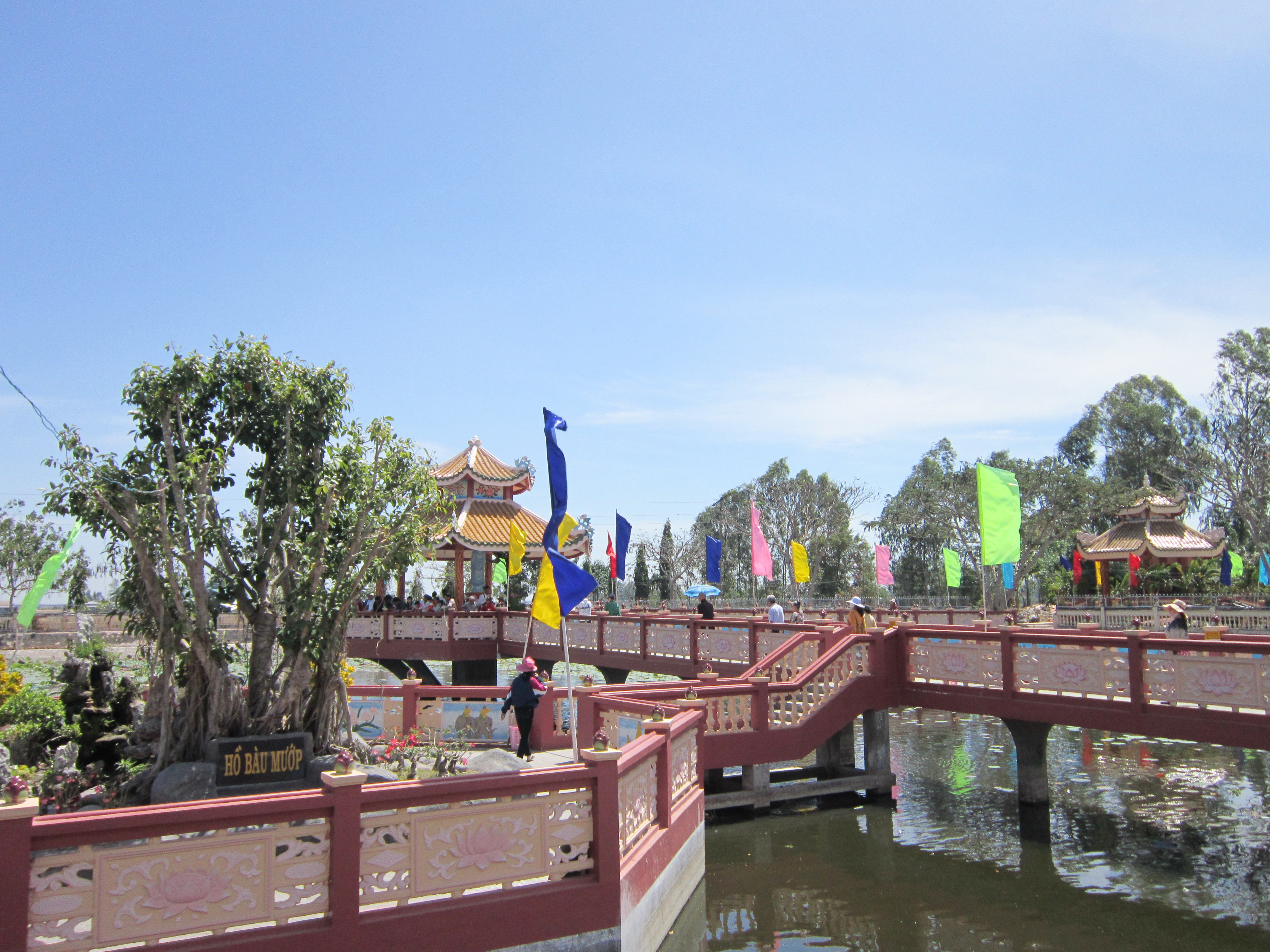
Năm 2013, phía trên mặt bàu là một tiểu đình và cầu dẫn bằng xi măng

Ngôi chính điện thờ Thánh Mẫu Tiên Nương (tiền thân là ngôi miễu ngày xưa) hiện tọa lạc trong khuôn viên rộng nhiều m² (gồm nhiều hạng mục, trong đó quan trọng nhất là ngôi điện thờ vừa kể). Thánh Mẫu này (mà người dân quen gọi là Bà Chúa Xứ Bàu Mướp) là một nữ thần có quyền năng cai quản xứ sở, theo tục thờ cúng của người dân Nam Bộ .
Ngày 16 tháng 10 năm 2012, UBND tỉnh An Giang đã ra Quyết định số 1814/QĐ-UBND công nhận Miễu Bà Chúa Xứ Bàu Mướp là di tích "lịch sử và danh lam thắng cảnh" cấp tỉnh, và lễ đón nhận được tổ chức vào sáng ngày 28 tháng 11 năm 2012 .